# Клименков, Степан Иванович
Степан Иванович Клименков (1805—1858) — доктор медицины, коллежский советник.

## Биография
Родился в 1805 году в Смоленске, в бедной семье. В самом детстве быт семьи был разрушен войной 1812 года. Родители при их бедности и малограмотности, желая дать старшему из двух сыновей начальное образование (умение читать и писать, а также знать Священное Писание), отдали его в обучение грамоте дьякону местной церкви, который за два года не смог обучить ученика даже чтению и объявил его неспособным. Тогда родители отдали сына в 1-й класс Смоленского уездного училища, где его за два месяца научили хорошему чтению и письму и он окончил курс с отличием. Не раз вспоминал С. Клименков слова отца, сказанные при нём одному близкому знакомому: «Я знаю, мой сын заплатит нам за любовь нашу, он будет доктором и опорою нашей». Эти слова глубоко врезались в сердце и мысль отца, как будто указала сыну прямое его призвание. Но для достижения его необходимо было преодолеть серьёзное препятствие — изучить латинский язык, и за это он весьма поздно принялся в Смоленской гимназии. Потому всё время каникул после сдачи годичного экзамена и последующие 2 месяца он посвятил изучению латинского языка и русской словесности. За это время прошёл всю латинскую грамматику, выучил до 4 тысяч латинских слов и испытав себя в переводах пришёл в гимназию в класс латинского языка, проходя занятия наравне с другими. Постоянное присутствие его в классе обратило на себя внимание учителя. Проверка знаний: перевод нескольких строчек из Корнелия Непота и правильный грамматический разбор, произвели такое впечатление на учителя, что Клименков был переведён из 2-го класса в 4-й, а к концу года сделался первым латинистом 2-го курса гимназии и авдитором в 4-м классе.
В 1823 году Степан Клименков отправился в Москву с рекомендательным письмом директора гимназии Л. Ф. Людоговского к ректору Московского университета А. А. Прокоповичу-Антонскому. В этом письме была исключительная рекомендация об успехах гимназиста в русской словесности и поэзии. По прочтении письма ректор дал ему две темы и написанными сочинениями остался очень доволен. Клименков, следуя цели, указанной им покойным отцом, поступил на медицинский факультет Московского университета вопреки воле ректора, считавшего предпочтительным для него идти на словесное отделение университета. Со 2-го курса он был переведён на казённое содержание.
Окончив 7 сентября 1827 года обучение в университете в степени лекаря 1-го отделения с отличием, он был оставлен при Московском университете для подготовки к докторскому экзамену. В 1828 году был назначен там же субинспектором (помощником инспектора студентов). В апреле 1834 года был назначен врачом студенческой больницы Московского университета. Многократно исполнял должность инспектора казённокоштных студентов (1834—1852). В течение 17 лет (1834—1850) по распоряжению попечителей Московского учебного округа, он постоянно привлекался при всех судебно-медицинских происшествиях по университету; выдавал врачебные пособия студентам, слушателям, чиновникам и служащим университета, проживающим в университете и на съёмных квартирах; в течение 10 лет постоянно направлялся консультантом в 1-ю и 2-ю московские гимназии в случаях опасных болезней их воспитанников.
Клименков в течение 14 лет (1835—1849) был заведующим библиотеки Медицинского института (в дальнейшем называемой Библиотекой казённокоштных студентов Московского университета). Составил и напечатал (1835) алфавитный каталог книг библиотеки, напечатал два дополнительных списка к каталогу (1839 и 1841), переиздал новый каталог (1849). Библиотека казённых студентов, принятая Клименковым в количестве 700 томов, заключала по последнему каталогу до 8 тысяч томов и включала все новейшие издания по всем отраслям науки. По предложению попечителя, на Клименкова была возложена обязанность (26.10.1840) покупать книги у книготорговцев и выписывать из-за границы книги, как для студенческой библиотеки, так и в собственность студентов.
В 1838 году С. И. Клименков получил степень доктора медицины за диссертацию «De haemorrhoidibus» (M., 1838).
В 1847—1848 годах, во время эпидемии холеры в Москве, Клименков заведовал холерной больницей.
По воспоминаниям Ф. И. Буслаева: 

Степан Иванович Клименков был медиком очень искусным и имел большую практику… Деятельность его была неимоверная: вечно суетится, то в аудиториях, то у нас в номерах, то в студенческой больнице, а между тем рыщет по всей Москве, посещая своих больных, а вечера, чтобы отдыхать от своих трудов и занятий, обыкновенно проводил в клубе за картами. Он был человек очень добрый, ласковый, и студенты его любили.
Уволенный, по прошению, в разное время от всех должностей, из которых одновременно исполнял постоянно от 4 до 5 одновременно, был удостоен звания адъюнкт-профессора (30.06.1852) по кафедре государственного врачебноведения, с возложением на него, по распоряжению попечителя, преподавания гигиены и диетики в должности врача Московского университета.
Кроме статей в специальных журналах, Клименков перевёл с французского: «О венерических болезнях и их прививании» Рикора (М., 1843); опубликовал исследование: «О холере и её лечении» (М., 1855).
20 февраля 1852 года С. И. Клименков был приглашён к больному Н. В. Гоголю.
За содействие в предохранении учебных заведений от холеры всемилостивейше пожалован за отлично-усердную службу бриллиантовым перстнем (1835). Награждён за отлично-усердную службу и особые труды орденом Св. Анны 2-й степени (27.11.1853). Получил знак отличия беспорочной службы за XXV лет (24.05.1853).
Умер 19 (31) августа 1858 года. Похоронен на Ваганьковском кладбище; могила утрачена.